# Hancock
Hancock je film režiséra Petera Berga z roku 2008. Film vypráví o Afroameričanovi jménem John Hancock (Will Smith), který je obdařen superschopnostmi. Jenže místo toho, aby Hancock pomáhal lidem, je jim spíše na obtíž.

## Obsazení

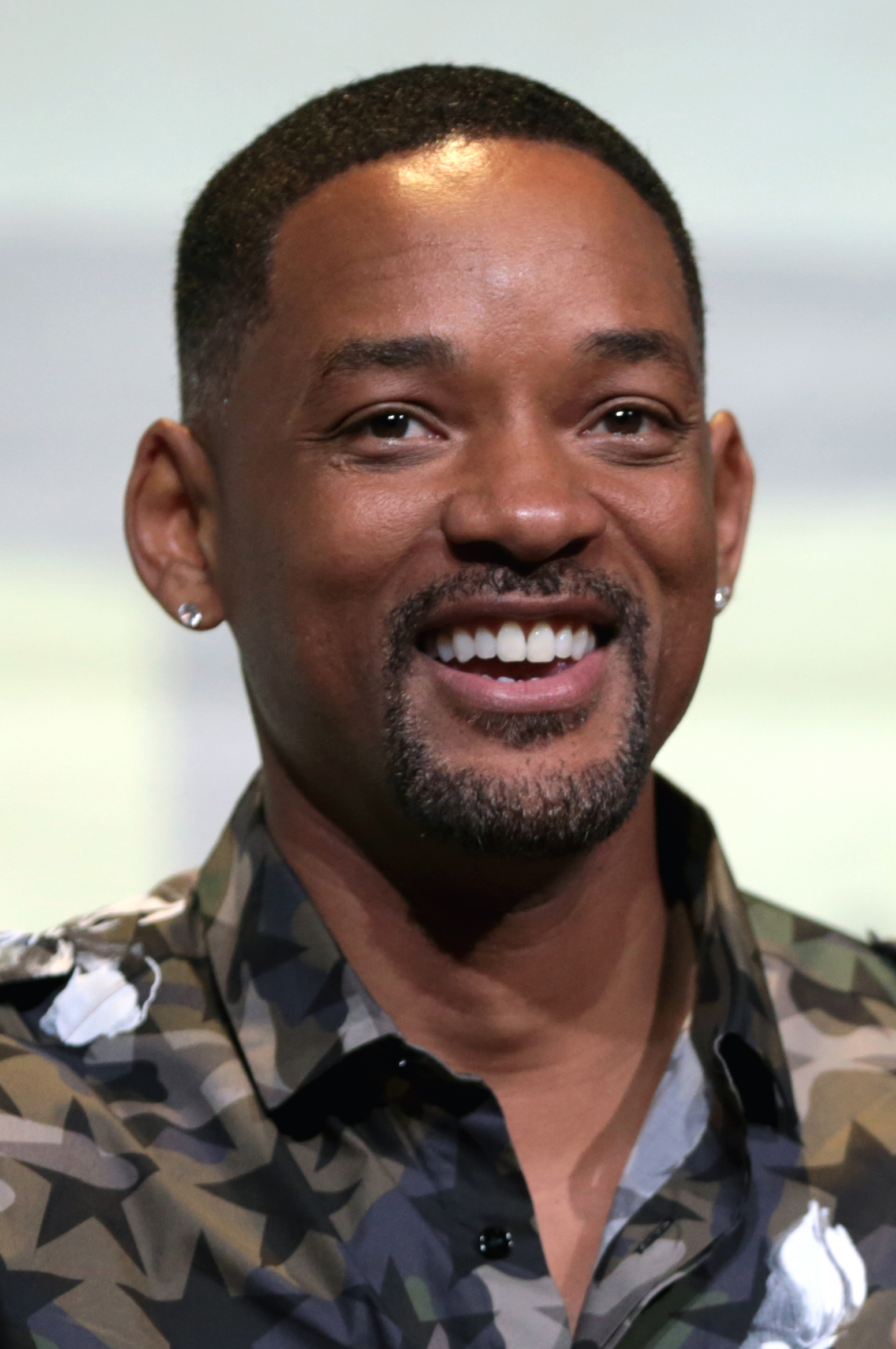
Herec hlavního hrdiny Hancocka Will Smith

| Will Smith      | John Hancock |
| Charlize Theron | Mary         |
| Jason Bateman   | Ray          |
| Jae Head        | Aaron        |

## Příběh
John Hancock (Will Smith) není normálním superhrdinou, na které jsme zvyklí např. z filmů od společnosti Marvel, nýbrž na počátku příběhu představuje postavu opilce a člověka bez chuti do života.
I přes tyto vlastnosti se snaží pomáhat lidem, avšak nedaří se mu to úplně podle představ, jelikož vždy napáchá více škody než užitku. Vše se ale změní, když jednoho dne zachrání Raye Embreyho (Jason Bateman), který pracuje jako PR executive (osoba zodpovědná za styk s veřejností) a propaguje svou myšlenku zastoupenou logem ve tvaru srdce, které by mělo znamenat vzájemnou pomoc mezi lidmi. Mezitím co všichni Hancocka vidí jen jako ničitele všeho co mu přijde do cesty, tak Ray v něm spatřuje hrdinu, kterým doopravdy je. Proto Hancocka přesvědčuje, aby k němu, jeho manželce Mary (Charlize Theron) a synu Aaronovi (Jae Head) přišel na večeři. Mary se k němu již od začátku chová odtažitě a má pro to důvod, jelikož se později ukazuje, že i ona má nadpřirozené schopnosti totožné s těmi Hancocka a dále se dozvíme, že Hancock i Mary jsou na Zemi již od samého počátku a nebyli vždy sami. Ostatní jedinci jejich druhu totiž utvořili páry a stali se lidmi, což Mary nechce, protože miluje Raye a navíc ví, že Hancock je předurčen k tomu být hrdinou. Proto naposledy, když byli s Hancockem pár a něho poranili zloději při přepadení tak, že si nic nepamatoval, nehlásila se k němu a myslela si, že bude lepší, když si nebude nic pamatovat a bude tak moci naplnit své poslání. Bohužel, jak tomu osud chtěl, on se po 80 letech znovu objevil a navíc přímo v jejím domě.
Postupem příběhu se Hancock napraví a lidé si ho velmi oblíbí jako ochránce jejich města Los Angeles. Ovšem příběh se opět zamotává, když Hancock zjistí, co mu Mary tají a následně se to dozví i Ray. Kvůli tomuto zjištění Hancock málem padá do starých kolejí, jenže obchod, kam si jde koupit whisky, je právě vykrádán. John tedy neváhá a zakročuje, ovšem kulky se od něj již neodráží jako dříve, kvůli blízkému kontaktu s Mary, a tudíž je postřelen. Poté, co je odvezen do nemocnice ho Mary s Rayem navštíví a vše mu ještě jednou vysvětlí. Ale oni nejsou jediní, kdo za ním přišel do nemocnice. Situace přišli využít i kriminálníci, které dostal Hancock za mříže. Vážně postřelí Mary, která už také není nezranitelná a další na řadě má být John. Ten z posledních sil brání Raye s Aaronem, ale před posledním ze zločinců padne na zem, a když už to vypadá, že je to jeho konec, Ray na poslední chvíli zasáhne a Hancocka zachrání.
Nakonec Mary přežije a má svůj vysněný rodinný život s Rayem a Aaronem. No a Hancock? Ten je tím, kým měl vždy být...hrdinou.